# Tomás Carlovich
Tomás Felipe Carlovich, dit El Trinche, né le 19 avril 1946 à Rosario (Argentine) et mort le 8 mai 2020, est un joueur de football professionnel argentin, devenu ensuite entraîneur.
Il a joué ses plus belles année au Central Córdoba, en deuxième division argentine.

## Biographie

### Début de carrière
Tomás Carlovich, dont le père Mario venait de Yougoslavie, grandit dans le quartier de Belgrano à Rosario. À la fin des années 1960, après des années à jouer sur les potreros de sa ville, il intègre le centre de formation de Rosario Central. En 1969, il fait partie de l'équipe première, avec laquelle il va disputer un match de première division face au club de Los Andes. Mais Carlovich agace par son comportement. Il ne vient pas toujours aux entraînements, abuse de dribbles sur le terrain et Rosario Central le laisse finalement libre.
Après cette première expérience, il file jouer pour Flandria, où il ne reste que quatre mois avant de rejoindre en 1972 Central Córdoba, où son talent explose littéralement aux yeux de tous. En troisième division, Carlovich, avec son pied gauche et son numéro 5 dans le dos, remporte le titre et permet à Central Córdoba de monter en seconde division.

### La consécration et la sélection
Pour le dernier match de préparation de la Coupe du monde de football 1974, l'équipe nationale argentine se rend à Rosario pour jouer un match amical contre une équipe formée exclusivement de joueurs locaux. Il y a là cinq joueurs de Newell's Old Boys (Mario Zanabria, José Luis Pavoni, Armando Capurro, Alfredo Obberti et Sergio Robles) et cinq de Rosario Central (Mario Kempes, Mario, Killer, Carlos Aimar, Carlos Biasutto et Jorge Gonzalez), les deux grands clubs de la ville, pour accompagner Carlovich.
Le match a lieu dans le stade de Newell's, devant 35 000 personnes. Alors que l'équipe de Rosario mène 3-0, celui que l'on surnomme El Trinche est remplacé en seconde période. La légende raconte que cela avait été demandé par le sélectionneur argentin, Vladislao Cap, face à la suprématie de l'équipe locale. On dit aussi qu'il avait été demandé à Carlovich de « se détendre un peu » pour que la sélection ne soit pas démoralisée avant de disputer le Mondial. Malgré cela, l'Albiceleste s'incline sur le score final de 3 buts à 1.
En 1976, alors que Carlovich évolue toujours en seconde division, le nouveau sélectionneur argentin et futur champion du monde César Luis Menotti décide de le convoquer. Le joueur ne s'est jamais présenté et plusieurs versions demeurent. Menotti lui-même raconte que Carlovich était bloqué sur une île, mais El Trinche assure ne pas s'en souvenir et n'avoir jamais reçu la convocation.
Durant ces années, Tomás Carlovich devient un tel phénomène que tout le monde veut le voir évoluer. Un jour, malgré l'oubli de documents lui permettant de jouer, les dirigeants du club de Los Andes vont jusqu'à faire le nécessaire pour que El Trinche puisse les affronter. « C'est la seule chance pour nos fans de le voir en action », diront-ils ensuite.

### Retour éphémère en première division
Lors de la saison 1977, Carlovich évolue sous les couleurs de Colón de Santa Fe. Plusieurs années après ses débuts avec Rosario Central, il rejoue en première division, le temps de trois matchs seulement. Tout au long de sa carrière, il n'a donc disputé que quatre rencontres au plus haut niveau du football argentin.
Gêné par les blessures à Colón de Santa Fe, il retourne en 1978 dans son club de toujours, Central Córdoba. Il y fera de nouveaux passages, entre 1980 et 1983, puis en 1986, avant de mettre un terme à sa carrière.
Pendant plus de 15 ans, il ne sera jamais parti très loin de chez lui. Il ne voulait pas s'éloigner de son quartier. « Pour moi, jouer au Central Córdoba, c'était comme jouer pour le Real Madrid », dira-t-il une fois à la retraite.

## Héritage
Tomás Carlovich est considéré comme l'un des meilleurs joueurs de football argentins de tous les temps. « C'est le plus beau joueur que j'ai jamais vu jouer », dit José Pékerman, grand entraîneur argentin qui, comme Marcelo Bielsa, allait assister aux matchs de Central Córdoba dans sa jeunesse. « Carlovich est l'un de ces enfants dont le jouet unique a été un ballon depuis leur naissance. Le regarder jouer au football était impressionnant », dit de son côté César Luis Menotti.
Diego Maradona lui-même a adoubé Carlovich. Quand il signa au Newell's Old Boys, en 1993, toute la presse locale s'enflamma de voir le meilleur joueur du monde évoluer dans le club local. Maradona rétorqua à un journaliste que « le meilleur joueur a déjà joué à Rosario et il s'appelle Carlovich ». Bien des années plus tard, en février 2020, El Trinche a rencontré Maradona à Rosario. Carlovich avait apporté un maillot de Central Córdoba qu'il a fait dédicacer par Diego. « Pour El Trinche, qui a été meilleur que moi », a écrit Maradona.

### Légendes
La vie de Tomás Carlovich est pleine de légendes racontées par ceux qui l'ont vu jouer, mais quasiment aucune image télévisée ne permet de voir El Trinche en action. On raconte ainsi qu'un arbitre l'avait expulsé avant de l'autoriser à revenir sur la pelouse à cause de la contestation du public. Il est aussi question d'un transfert avorté aux New York Cosmos, où il aurait évolué avec Pelé.
Pendant longtemps, la seule vidéo de Carlovich joueur était celle d'un match de 1983. Dans le film Se acabo el curro, une scène montre l'Argentin dribbler avec facilité Héctor Scotta, ancien grand joueur du FC Séville. Mais l'extrait ne dure que deux secondes.
Après sa mort en mai 2020 resurgit une autre vidéo, lors d'un match régional dans la province de Córdoba. Carlovich, âgé de 42 ans, y porte le maillot de Monte Maiz, un club local, alors qu'il est retraité depuis déjà deux ans. Il n'est sans doute plus tout à fait le joueur qu'il a été mais encore capable de jolis gestes.
Au-delà de ces quelques extraits, les archives ne présentent pas grand-chose d'autre sur la carrière de Tomás Carlovich. Alejandro Caravario, journaliste et auteur argentin, a écrit la biographie du Trinche, avant tout basée sur une transmission oratoire. « On découvre les stars d'aujourd'hui en les voyant en action. Ceux d'avant, en passant en revue des vidéos ou en lisant à leur sujet. Avec El Trinche, il n'y a rien ou presque de tout ça. Ce qu'il y a, c'est l'histoire racontée par ceux qui l'ont connu », explique Caravario.

### Style
Gaucher, numéro 5 dans le dos, Carlovich était un joueur très doué techniquement. Lors du match amical face à la sélection argentine, en 1974, il inflige un petit pont entré dans la légende à Sancho Pa. La légende, invérifiable, dit qu'il a inventé le double petit pont, encore plus humiliant pour l'adversaire. El Trinche, lui-même, a tenu a relativiser. « Ici à Rosario, il y a des tas d'inventions autour de moi. Mais elles sont fausses. Les gens de Rosario aiment raconter des histoires. J'aurais réalisé des petits ponts aller et retour (le fameux doble caño), mais ce n'est pas si important. »
El Trinche était aussi un joueur grand et plutôt lent. Ceux qui l'ont vu jouer le comparent souvent à Juan Roman Riquelme pour sa qualité de conservation de balle et à Fernando Redondo pour sa prestance sur le terrain.

### Mort
Tomás Carlovich est mort le 8 mai 2020 des suites d'une violente agression à Rosario par un individu qui souhaitait lui voler son vélo. Il avait 74 ans.